# Вестник
Вестник је био политички лист Срба у јужној Угарској који је излазио 1848—1849. године.

## Историјат
Први број Вестника штампан је 1848. године у Краљевској универзитетској штампарији у Будимпешти. Уредник и власник листа био је Константин Богдановић. По избијању Револуције 1848. године премештен је у Нови Сад, у штампарију Данила Медаковића. Након неколико бројева због мађарске претње Новом Саду наставља да излази у Сремским Карловцима, центру будуће Српске Војводине. За главног уредника у Карловцима именован је књижевник Јаков Игњатовић. Због отворене критике аустријске владе Игњатовић је смењен, а за новог уредника постављен је Константин Марковић. Он се кратко задржава на функцији, одлази у Београд, а на његово место долази Данило Медаковић. Када је запретила реална опасност да мађарске снаге нападну Сремске Карловце, штампарија је пренета у Земун.
Иако је Вестник био под надзором патријарха Рајачића и аустријског конзула Мајерхофера, који од 1849. постаје и неформални заповедник српске устаничке војске, лист је критиковао лицемерје Аустрије у наступању према Србима, али и централизацију власти у рукама патријарха.
Како је време одмицало српски народни покрет је губио на снази и полету због уплитања аустријске политике. То се посебно осетило на Мајској скупштини у Сремским Карловцима (1/13—3/15. маја 1848).
Да би зауставили све гласније гласове незадовољства и неспоран утицај српске штампе, Рајачић је затражио од Мајерхофера да ухапси Богдановића. Захтев патријарха је испуњен, а уз Богдановића је ухапшен и Данило Медаковић. Војска је запосела штампарију у којој су штампани Вестник и Напредак и спречила даље излажење новина. Последњи, тридесет шести број Вестника изашао је 12. јуна 1849.
Вестник је од свог 18. броја за 1848. годину постао званични орган Главног народног одбора, а у питању су и прве српске новине штампане Вуковим правописом.